# Ternova Balka, Kompaniivka
Ternova Balka (în ucraineană Тернова Балка) este un sat în comuna Mariivka din raionul Kompaniivka, regiunea Kirovohrad, Ucraina.

## Demografie
Componența lingvistică a localității Ternova Balka
     Ucraineană (100%)
Conform recensământului din 2001, toată populația localității Ternova Balka era vorbitoare de ucraineană (100%).